# Bala Kəhrizli
Bala Kəhrizli è un comune dell'Azerbaigian situato nel distretto di Ağcabədi. Conta una popolazione di 1 106 abitanti.